# Geryoniidae
Ne doit pas être confondu avec Geryonidae.
Famille
La famille des Geryoniidae est une famille de l'ordre Trachymedusae (Méduses).

## Description et caractéristiques
Ce sont des trachyméduses pourvues d'un pédoncule gastrique. Elles ont généralement 4 canaux radiaux (parfois plus), des canaux centripètes, des gonades en forme de coussins aplatis sur les canaux radiaux, deux types de tentacules marginaux (pleins et vides), et des statocystes inclus dans la mésoglée.

## Liste des genres
Selon World Register of Marine Species (16 novembre 2015) :
- genre Geryonia Péron & Lesueur, 1810 — 1 espèce
- genre Heptarradiata Zamponi & Gezano, 1989 — 1 espèce
- genre Liriope Lesson, 1843 — 1 espèce
- genre Octorradiata Zamponi & Gezano, 1989 — 1 espèce
- genre Pentarradiata Zamponi & Gezano, 1989 — nomen dubium